# Arthur Coningham
Sir Arthur Coningham KCB, KBE, DSO, MC, DFC, AFC (19. ledna 1895, Brisbane, Queensland – pravděpodobně 30. ledna 1948?) byl australský důstojník britského královského letectva RAF. Je známou osobností z bojů v Severní Africe a také jako velitel letectva při Operaci Overlord.

## Životopis

### Mládí
Arthur Coningham se narodil v Brisbanu. Jeho otec, také Arthur Coningham, zažaloval tehdy svou manželku z nevěry s katolickým knězem Denisem O’Haranem.[zdroj⁠?!] Po vypuknutí veřejného skandálu se rodina přestěhovala na Nový Zéland. Coningham zde navštěvoval Wellington College ve Wellingtonu, kde se mu dařilo v jezdectví a v zacházení se střelnými zbraněmi.

### První světová válka
V roce 1914 Coningham dobrovolně narukoval do armády. Byl poslán k výcviku do Egypta, ale onemocněl tyfem[nepřesný odkaz] a musel tak armádní kariéru odložit. V roce 1916 vstoupil do Royal Flying Corps jako dobrovolník. Stal se pilotem a do konce první světové války dosáhl Coningham hodnosti majora. Zničil devět nepřátelských letadel. Během války získal přezdívku "Mary", vzniklou zkomolením slova Maori.

### Poválečná léta
Po skočení první světové války zůstal Coningham v královském letectvu, zpočátku jako důstojník. Později se stal technikem a leteckým instruktorem, dokud nebyl roku 1923 odvelen do Mosulu v Iráku. Roku 1932 byl Coningham poslán do Súdánu jako vyšší důstojník Royal Air Force (RAF).
Po návratu do Velké Británie v roce 1935 dosáhl v RAF hodnosti Group Captain.

### Druhá světová válka

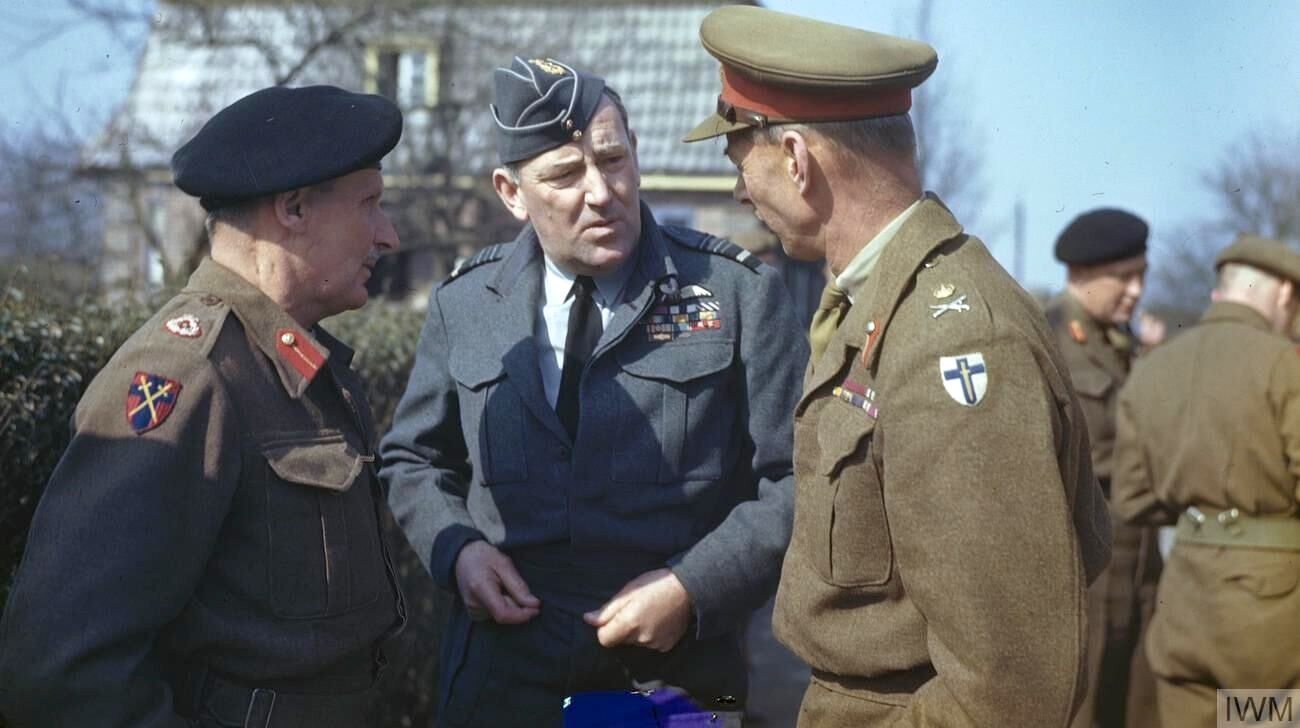
Connighmam (uprostřed) spolu s Montgomerym (vlevo) a Dempseym promýšlí překročení Rýna.

Coningham byl na začátku války velitelem bombardovacích skupiny, kterou vedl po dobu dvou let v bombardovací ofenzivě proti Německu. V roce 1941 byl poslán na Blízký východ, kde převzal nedobrou situaci, kde bylo královské letectvo skoro poraženo. Jeho schopnost využít bombardéry však výrazně pomohla k vítězství v bitvě u El Alameinu. Coningham podporoval zejména 8. armádu až do města Tripolis v lednu roku 1943.
Téhož roku se Coningham stal maršálem královského letectva a koordinoval taktické letectvo při invazi na Sicílii. V roce 1944 pomohl plánovat leteckou podporu pro vylodění v Normandii.
Velitelem taktického letectva zůstal do roku 1945, kdy ho nahradil William Sholto Douglas.

### Odchod do výslužby a zmizení
Po více než třiceti letech služby v ozbrojených silách odešel 1. srpna 1947 do výslužby v hodnosti leteckého maršála (Air Marshal; přibližně odpovídá generálporučíkovi).
Zahynul pravděpodobně 30. ledna 1948, kdy byl jedním z dvaceti pěti pasažérů na palubě letounu Avro Tudor spoolečnosti British South American Airways „Star Tiger“ (imatrikulace G-AHNP), který beze stopy zmizel v oblasti Atlantského oceánu během pravidelného linkového letu z Azor na Bermudy.